# Denis Malgin
Denis Malgin (* 18. ledna 1997) je profesionální švýcarský hokejový útočník ruského původu, který momentálně působí v týmu ZSC Lions ve švýcarské lize NL.

## Hráčská kariéra
V roce 2015 byl draftován ve 4. kole jako 102. celkově klubem Florida Panthers. V červenci 2016 s klubem podepsal třiletou vstupní nováčkovskou smlouvu. 13. října 2016 debutoval v NHL v zápase proti New Jersey Devils. O tři později zaznamenal první bod za asistenci v zápase proti Detroitu. První branku vstřelil 2. listopadu téhož roku v zápase proti Bostonu, kdy překonal brankáře Raska. V průběhu sezóny 2019/20 byl vyměněn do Toronta. Javorové listy s Malginem podepsaly v říjnu 2020 roční smlouvu. Sezónu, která byla přerušená pandemií covidu-19 však strávil ve švýcarském Lausanne HC. V červenci 2022 se vrátil do zámoří, kde podepsal novou smlouvu s Torontem. V prosinci téhož roku byl vyměněn do Colorada, kde dohrál zbytek sezóny 2022/23.

## Klubové statistiky
| Sezóna      | Klub                     | Soutěž      |     | Základní část | Základní část | Základní část | Základní část | Základní část |    | Play off | Play off | Play off | Play off | Play off |
| Sezóna      | Klub                     | Soutěž      | Z   | G             | A             | B             | TM            | Z             | G  | A        | B        | TM       |          |          |
| 2014–15     | ZSC Lions                | NLA         | 23  | 2             | 6             | 8             | 8             | 18            | 4  | 2        | 6        | 4        |          |          |
| 2014–15     | GCK Lions                | SUI U20     | —   | —             | —             | —             | —             | 5             | 1  | 8        | 9        | 4        |          |          |
| 2015–16     | GCK Lions                | SUI U20     | 1   | 0             | 1             | 1             | 0             | 2             | 1  | 1        | 2        | 0        |          |          |
| 2015–16     | GCK Lions                | NLB         | 7   | 2             | 3             | 5             | 0             | —             | —  | —        | —        | —        |          |          |
| 2015–16     | ZSC Lions                | NLA         | 38  | 5             | 12            | 17            | 12            | 3             | 0  | 0        | 0        | 0        |          |          |
| 2016–17     | Florida Panthers         | NHL         | 47  | 6             | 4             | 10            | 8             | —             | —  | —        | —        | —        |          |          |
| 2016–17     | Springfield Thunderbirds | AHL         | 15  | 3             | 9             | 12            | 14            | —             | —  | —        | —        | —        |          |          |
| 2017–18     | Springfield Thunderbirds | AHL         | 13  | 4             | 10            | 14            | 0             | —             | —  | —        | —        | —        |          |          |
| 2017–18     | Florida Panthers         | NHL         | 51  | 11            | 11            | 22            | 6             | —             | —  | —        | —        | —        |          |          |
| 2018–19     | Florida Panthers         | NHL         | 50  | 7             | 9             | 16            | 14            | —             | —  | —        | —        | —        |          |          |
| 2019–20     | Florida Panthers         | NHL         | 36  | 4             | 8             | 12            | 12            | —             | —  | —        | —        | —        |          |          |
| 2019–20     | Toronto Maple Leafs      | NHL         | 8   | 0             | 0             | 0             | 2             | —             | —  | —        | —        | —        |          |          |
| 2020–21     | Lausanne HC              | NLA         | 45  | 19            | 23            | 42            | 56            | 4             | 2  | 1        | 3        | 6        |          |          |
| 2021–22     | ZSC Lions                | NLA         | 48  | 21            | 31            | 52            | 49            | 17            | 9  | 9        | 18       | 2        |          |          |
| 2022–23     | Toronto Maple Leafs      | NHL         | 23  | 2             | 2             | 4             | 4             | —             | —  | —        | —        | —        |          |          |
| 2022–23     | Colorado Avalanche       | NHL         | 42  | 11            | 6             | 17            | 4             | 7             | 0  | 0        | 0        | 2        |          |          |
| 2023–24     | ZSC Lions                | NLA         | 48  | 18            | 29            | 47            | 26            | 15            | 6  | 8        | 14       | 4        |          |          |
| NLA celkově | NLA celkově              | NLA celkově | 202 | 65            | 101           | 166           | 151           | 57            | 21 | 20       | 41       | 16       |          |          |
| NHL celkově | NHL celkově              | NHL celkově | 257 | 41            | 40            | 81            | 50            | 7             | 0  | 0        | 0        | 2        |          |          |

### Reprezentační statistiky
| Rok             | Tým             | Soutěž          | Z  | G  | A  | B  | TM |
| --------------- | --------------- | --------------- | -- | -- | -- | -- | -- |
| 2013            | Švýcarsko 18    | MS18            | 5  | 2  | 2  | 4  | 4  |
| 2013            | Švýcarsko 18    | MIH             | 4  | 1  | 2  | 3  | 2  |
| 2014            | Švýcarsko 18    | MS18            | 5  | 3  | 4  | 7  | 2  |
| 2015            | Švýcarsko 20    | MSJ             | 6  | 1  | 6  | 7  | 0  |
| 2015            | Švýcarsko 18    | MS18            | 7  | 3  | 2  | 5  | 2  |
| 2016            | Švýcarsko 20    | MSJ             | 6  | 1  | 8  | 9  | 6  |
| 2017            | Švýcarsko       | MS              | 7  | 0  | 0  | 0  | 2  |
| 2022            | Švýcarsko       | ZOH             | 3  | 1  | 0  | 1  | 4  |
| 2022            | Švýcarsko       | MS              | 8  | 5  | 7  | 12 | 4  |
| 2023            | Švýcarsko       | MS              | 6  | 2  | 4  | 6  | 4  |
| 2025            | Švýcarsko       | MS              |    |    |    |    |    |
| Junioři celkově | Junioři celkově | Junioři celkově | 33 | 11 | 24 | 35 | 16 |
| Senioři celkově | Senioři celkově | Senioři celkově | 24 | 8  | 11 | 19 | 14 |

## Osobní život
Malginův otec Albert, který se narodil v Permu v SSSR se přestěhoval do Švýcarska kvůli své tehdejší hokejové kariéře. V současnosti působí jako hokejový trenér. Denisův starší bratr Dmitrij je rovněž hokejistou.